# Ömer Nasuhi Bilmen
Ömer (Omar) Nasuhi Bilmen (osmanisch عمر نسحي بيلمن; geb. 1883 in der Provinz Erzurum; gest. 12. Oktober 1971 in Istanbul) war ein islamischer Religionsgelehrter.

## Leben
Nach erfolgreichem Studium der islamischen Theologie und zahlreichen Tätigkeiten wurde er 1943 in Istanbul zum Mufti ernannt.
Am 30. Juni 1960 übernahm er das Amt des Vorsitzenden des Amtes für Religiöse Angelegenheiten (Diyanet) der Republik Türkei und trat kurz darauf in den Ruhestand. Er beherrschte neben der türkischen auch die osmanische, arabische, persische und die französische Sprache.
Während seiner langjährigen Lehrtätigkeit an verschiedenen Schulen und Instituten schrieb er mehrere Werke.
Ömer Nasuhi Bilmen verstarb am 12. Oktober 1971 in Istanbul. Zu seinen Spezialgebieten gehörten das Hanafitische Recht und die Maturidische Theologie.

## Werke (Auswahl)
- İslam Hukukunda Manevi Zararların Tazmini, 1941
- Kuranı kerim'den Dersler ve Öğütler, 3 Bände, 1947–1950
- Eshabı Kiram, 1948
- Yüksek İslam Ahlakı, 1949
- Büyük İslam ilmihali, 1949
  - Deutsche Übersetzung: Feinheiten islamischen Glaubens: Islamischer Katechismus. Astec, o. O. o. J. (Bochum 2004), ISBN 3-00-015510-4; Neuübersetzung: Das große Handbuch des Islam. Astec, o. O. o. J. (Bochum 2012), ISBN 978-605-8752-51-1.
- Hukuku islamiye ve ıstılahatı fıkhiye kamusu, 6 Bände, 1949–1952
- Sureti Feth Tefsiri, 1953
- Tefsir Tarihi, 1955
- Kuranı Kerim'in Tefsiri ve Türkçe Meali Alisi, 1956
- Sualli Cevaaplı Dini Bilgiler, 1959
- Muvazzah İlmi Kelam, 1959
- İlmi Tevhid, 1962